# Mariska Hargitay
Mariska Magdolna Hargitay (Santa Mônica, 23 de janeiro de 1964) é uma atriz norte-americana, vencedora dos prêmios Globo de Ouro de melhor atriz em série dramática em televisão, e Emmy Award, mais conhecida por seu papel na bem-sucedida série de televisão policial Law & Order: SVU, onde interpreta Olivia Benson.

## Biografia

### Primeiros anos
Hargitay nasceu no St. John's Hospital em Santa Mônica, estado da Califórnia, filha da americana Jayne Mansfield, atriz e símbolo sexual da década de 1950, e do húngaro Mickey Hargitay, ator e fisiculturista vencedor do concurso Mister Universo de 1955. Posteriormente foi descoberto que o pai biológico de Mariska é o cantor brasileiro filho de italianos, Nelson Sardelli. Ela foi concebida durante o casamento de sua mãe com Mickey Hargitay, então ele era o pai legal  e Mariska cresceu acreditando que ele também era seu pai biológico. Tem descendência italiana e brasileira por parte paterna, por parte materna possui descendência alemã, córnica e inglesa.
Seus dois primeiros nomes, "Mariska Magdolna", são de origem húngara, e se referem a Maria Madalena, "Mariska" sendo um diminutivo do nome Maria. Hargitay foi educada como católica romana, e tem dois irmão mais velhos, Miklós e Zoltan. Ela também tem três meios-irmãos, Jayne Marie Mansfield e Antonio "Tony" Cimber, frutos, respectivamente, do primeiro e terceiro casamentos de sua mãe, e Tina Hargitay, fruto do primeiro casamento de seu pai.
Além do inglês, Mariska fala húngaro, francês, espanhol, e italiano, e diz que seu conhecimento em tais idiomas se deve a passar tempo com seu pai na Hungria e na Itália.
Seus pais se divorciaram em maio de 1963, porém um juiz considerou o divórcio, obtido no México, inválido. Enquanto divorciada, Jayne conheceu, durante as filmagens de Heimweh nach St. Pauli, o cantor paulista Nelson Sardelli, com quem namorou alguns meses, e que chegou a declarar que era o verdadeiro pai de Mariska na época.
Jayne e Mickey se reconciliaram alguns meses antes do nascimento de Mariska, em janeiro de 1964, mas logo separaram-se novamente. Em agosto daquele mesmo ano, sua mãe entrou com uma petição bem-sucedida para considerar o divórcio mexicano legal e, algumas semanas depois, se casou com o diretor Matt Cimber, que a dirigiu na peça Bus Stop, do dramaturgo William Inge, em 1964.
Em 29 de junho de 1967, Mariska, seus irmãos Miklós e Zoltán, sua mãe e o namorado estavam a bordo de um Buick Electra 1966, dirigido por um motorista, viajando de Biloxi, no Mississippi, para New Orleans, na Louisiana quando, por volta das duas horas da madrugada, o carro bateu na traseira de um caminhão, teve o teto arrancado e deslizou para baixo do trailer do veículo, matando instantaneamente os três adultos a bordo, incluindo sua mãe, Jayne Mansfield. As três crianças sobreviveram. Hargitay, então com apenas três anos de idade, declarou posteriormente não guardar nenhuma lembrança do acidente, embora tenha ficado com uma cicatriz visível por conta do ocorrido.
Com a morte da mãe, os três irmãos foram levados para morar com o pai e sua terceira esposa, Ellen Siano. Graças ao pai e à madrasta, com quem teve um bom relacionamento desde o início e chamava de "mãe", Mariska teve uma infância relativamente normal. Ela estudou na Marymount High School, em Los Angeles, onde jogou voleibol, praticou natação, correu cross-country, foi líder de torcida, foi presidente de classe durante a décima série e também participou de algumas peças, o que a levou mais tarde procurar formação em teatro, estudando na Escola de Teatro, Cinema e Televisão da Universidade da Califórnia — onde era membro da Kappa Kappa Gamma — e a participar da trupe de comédia Groundlings. A atriz deixou a faculdade antes de concluir os estudos, para se dedicar à atuação. Mariska também participou do circuito de concursos, sendo coroada Miss Beverly Hills em 1982 e ficando na quarta colocação, em 1983, no concurso Miss Califórnia.

### Carreira
Mudando-se para Hollywood, Mariska Hargitay passou cerca de 15 anos tentando se estabelecer como atriz e, para conseguir pagar suas contas, trabalhou muitos turnos na livraria Book Soup de Los Angeles. Em 1984, ela apareceu no videoclipe da música "She Loves My Car", interpretada pelo cantor de música country Ronnie Milsap. Em 1988, sua participação em 15 capítulos de Falcon Crest, novela bem-sucedida do horário nobre, não obteve muita repercussão. Ela realizou diversas participações em séries como Baywatch, Thirtysomething e Wiseguy, e as cenas que gravou para o filme Mighty Morphin Power Rangers: The Movie, de 1995, foram cortadas.
Em 1992, Mariska apareceu em um episódio da quarta temporada de Seinfeld e interpretou a policial Angela Garcia na série Tequila and Bonetti. Em 1995, Mariska interpretou Didi Edelstein, a vizinha sexy, no sitcom Can't Hurry Love, estrelado por Nancy McKeon. Em 1997, interpretou a detetive Nina Echeverria na série Prince Street. Em 1988, concluiu de maneira bem-sucedida um arco de história em que interpretou Cynthia Hooper, uma atendente de pronto-socorro que se envolveu romanticamente com o personagem de Anthony Edwards, Dr. Mark Greene, durante a quarta temporada da aclamada série médica ER. "Foi a primeira vez que me senti preparada e pronta para a ação. Era meu programa de TV favorito, e eu pude trabalhar com Anthony, George Clooney e Julianna Margulies".
Após concluir sua participação em ER, Mariska brincou com amigos, dizendo que a única coisa que lhe restava fazer era estrelar no drama policial Law & Order, dado que seu criador e produtor, Dick Wolf, gostava de escalar morenas para os papeis. Coincidentemente, ela logo recebeu o roteiro para o piloto de um spinoff da série, Law & Order: Special Victims Unit, para o qual realizou três testes antes de conseguir o papel de Olivia Benson, que a lançou ao patamar de fama internacional e que vem interpretando há mais de 25 anos. Encarnando Benson, que foi de detetive a capitã, a interpretação de Hargitay lhe rendeu um prêmio Primetime Emmy de Melhor Atriz Principal em Série Dramática e um Globo de Ouro, além de diversas outras indicações, e ela se tornou a atriz a interpretar uma personagem principal no horário nobre da televisão por mais tempo, consolidando seu legado no mundo do entretenimento.
Além de sua atuação em Special Victims Unit, Mariska Hargitay também dirigiu e produziu inúmeros episódios da série, demonstrando também ser talentosa atrás das câmeras. Ela participou de diversos outros programas de televisão, incluindo Freddy's Nightmares, Ellen, All American Girl, Cracker, Gabriel's Fire, In the Heat of the Night, JoJo's Circus e The Single Guy,[carece de fontes?] e em filmes como Lake Placid e Leaving Las Vegas.
Sua voz foi destaque no vídeo game True Crime: New York City, pelo qual foi indicada, em 2005, ao Spike Video Game Awards, na categoria de melhor atriz de voz.
Pela dedicão ao trabalho, Mariska ganhou uma estrela na Calçada da Fama de Hollywood, bem como o reconhecimento de estar entre as 100 Pessoas Mais Influentes da revista Time. Mariska foi eleita "atriz mais bem paga da TV" pelo Guinness Book of Records edição 2008.[carece de fontes?]
Em seu site oficial disse: "Como mulher, é gratificante para desempenhar essa parte multifacetada. Olivia não é apenas uma policial competente, ela é também é uma mulher capaz de responder emocionalmente às vítimas de crimes terríveis, sem comprometer o seu profissionalismo."[carece de fontes?]

### Vida pessoal

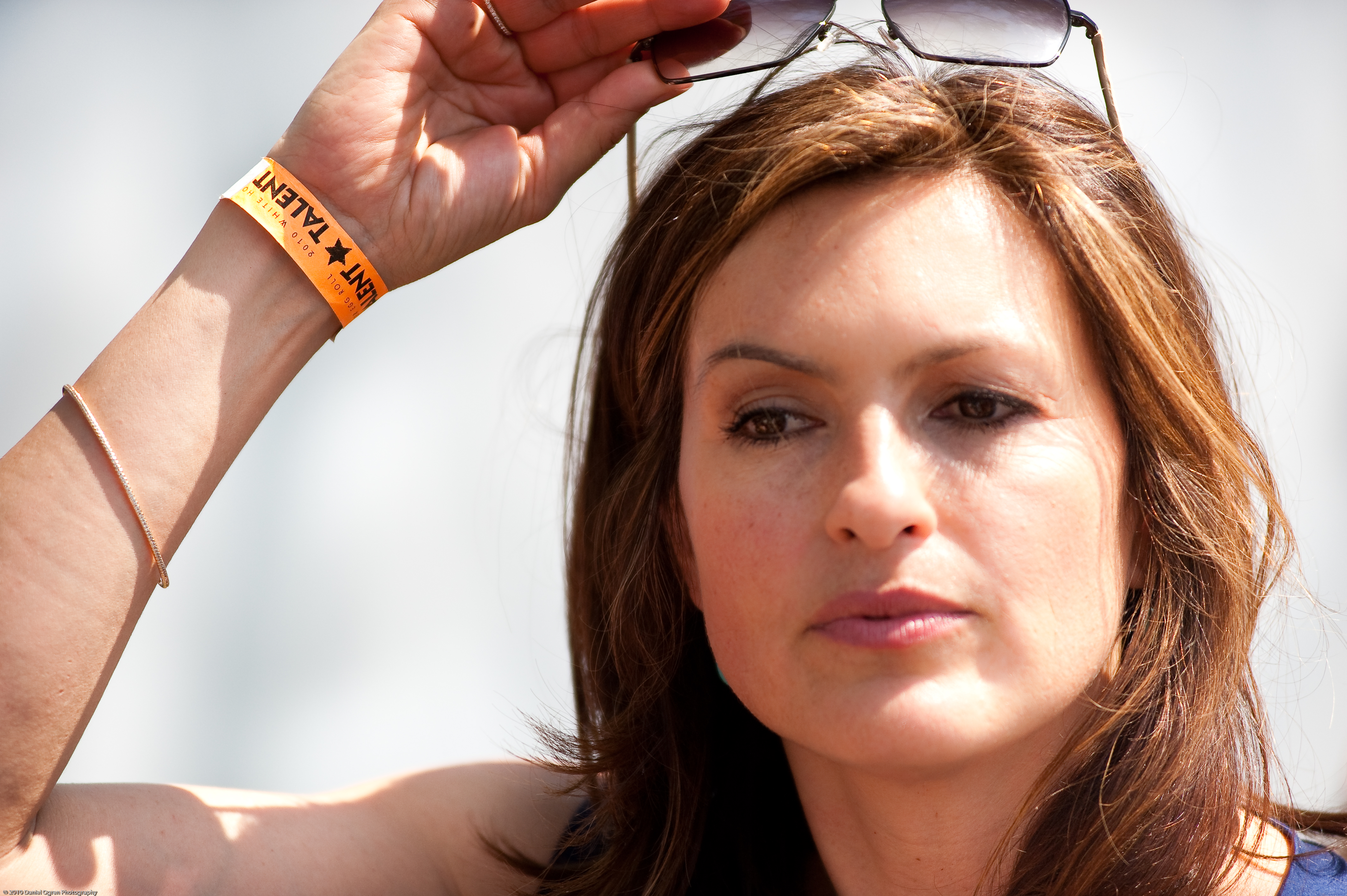
Hargitay em 2010.

Durante as gravações da terceira temporada de Special Victims Unit, Mariska conheceu o ator Peter Hermann, que se juntou ao elenco para representar o papel do advogado de defesa Trevor Langan. O casal começou a namorar pouco tempo após o término das gravações. Em 2004, passados dois anos de namoro, Hargitay e Hermann se casaram.
Em 28 de junho de 2006, Mariska deu à luz August Miklos Friedrich Hermann, por cesariana. Durante os últimos meses de gravidez, ela teve licença-maternidade de Law & Order: SVU, e foi temporariamente substituída por Connie Nielsen. Ela apareceu com seu filho August, então com apenas seis meses de idade, em um anúncio para a campanha "Got Milk?" em janeiro de 2007. Mariska também é madrinha de Sophia, filha de Christopher Meloni, co-estrela de Law & Order: Special Victims Unit.
Após ganhar seu Emmy em 27 de agosto de 2006, Hargitay fez questão de agradecer a seu pai por tudo que ele tinha feito para ela em sua vida. Apenas 17 dias mais tarde, em 14 de setembro de 2006, ele faleceu em Los Angeles, Califórnia, vítima de mieloma múltiplo, aos 80 anos de idade.
Em outubro de 2008, Hargitay precisou ser levada ao hospital após sofrer um acidente durante as gravações de Special Victims Unit. Embora tenha inicialmente ignorado o ferimento, a atriz enfrentou três meses com dores no peito e falta de ar, até que, em 1 de janeiro de 2009, depois de procurar atendimento médico devido a uma dor aguda no peito, um exame de raios x revelou um colapso pulmonar de 50% de seu pulmão direito. Seu porta-voz, Gary Mantoosh, declarou que Mariska continuaria a atuar na série até o final da temporada mas, apesar da recuperação, ela enfrentou outro colapso em março de 2009 e foi novamente hospitalizada após sofrer dores no peito. Seu porta-voz divulgou que Mariska provavelmente precisaria de mais cirurgias, e que ela deveria melhorar logo. Em 23 de março de 2009 Mariska foi vista no set de SVU, em East Village, Nova Iorque, gravando cenas da série.
Em 2011, Mariska Hargitay e seu marido adotaram uma menina, Amaya Josephine. Seis meses depois, um menino, Andrew Nichols.

### Filantropia

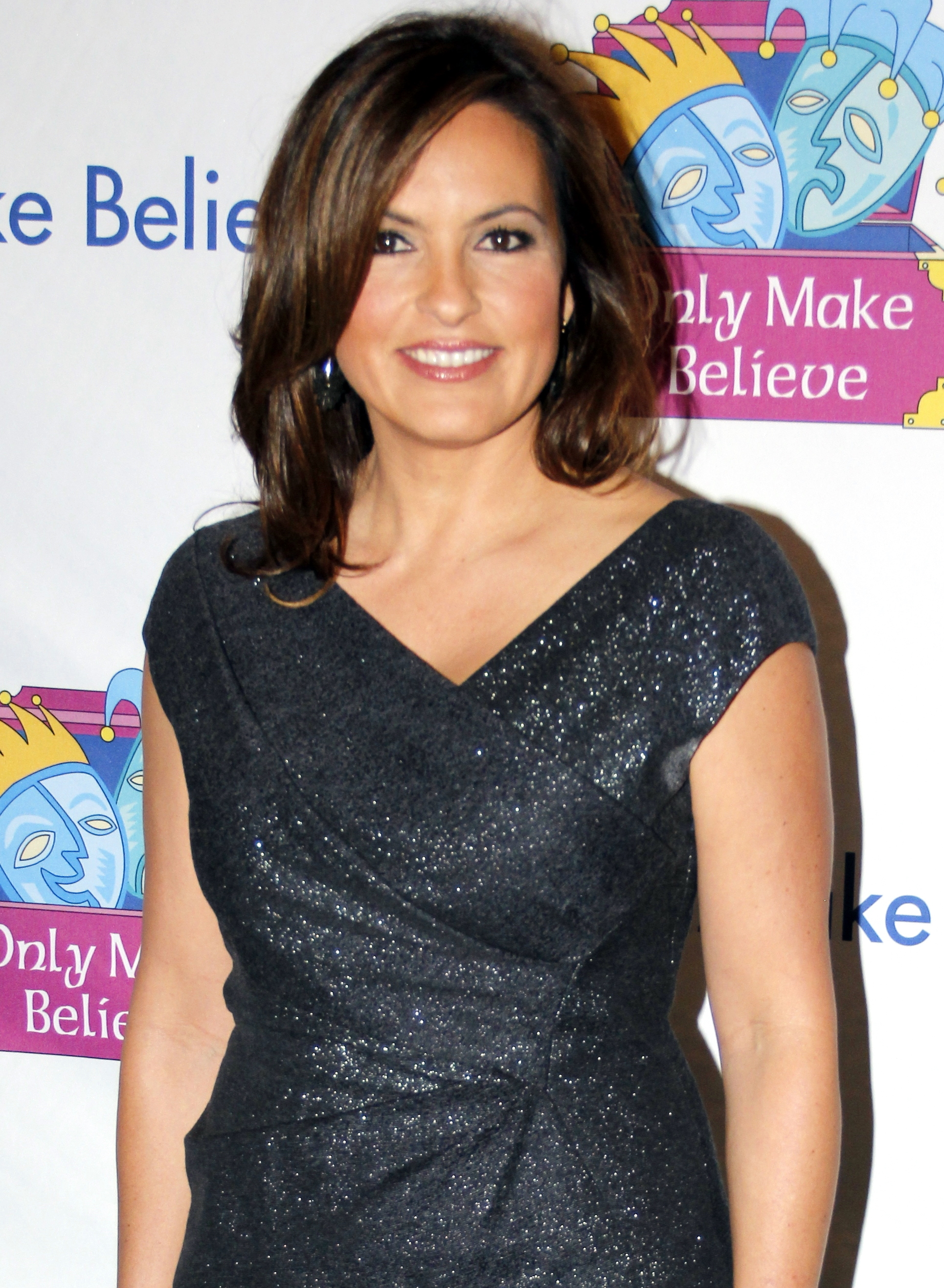
Em 2011.

Em Special Victims Unit, a personagem de Mariska Hargitay nasceu como resultado de um estupro, e a atriz foi elogiada diversas vezes por representar sua personagem como alguém que crê nas vítimas de tal agressão, defendendo-as e perseguindo de forma obstinada os transgressores responsáveis. A atriz declarou que, quando começou a pesquisar sobre agressões sexuais como preparação para interpretar sua personagem, ficou devastada pelas estatísticas e pelas informações que obteve e, como resultado, em 2004, resolveu fundar a Joyful Heart Foundation, que oferece programas de cura, bem-estar e capacitação para sobreviventes de abuso, e cuja missão é curar, educar e capacitar sobreviventes de agressão sexual, violência doméstica e abuso infantil, além de aumentar a conscientização sobre estas questões.
A atriz também se envolveu na campanha No More, promovida pela Casa Branca para conscientizar sobre a violência doméstica e a agressão sexual.
Ela também filmou anúncios de utilidade pública com as campanhas "The More You Know" e Got Milk da NBC, e emprestou seu tempo e sua voz a diversas outras organizações de assistência às vítimas, buscando melhorar os níveis de conscientização e de apoio financeiro necessários para a continuidade de seus programas.

## Filmografia[1]
| Cinema        | Cinema                             | Cinema                       | Cinema                                                              |
| Ano           | Filme                              | Papel                        | Comentários                                                         |
| ------------- | ---------------------------------- | ---------------------------- | ------------------------------------------------------------------- |
| 1983          | Risky Business                     |                              | Participação como a amiga na mesa de jantar                         |
| 1985          | Ghoulies                           | Donna                        |                                                                     |
| 1986          | Welcome to 18                      | Joey                         |                                                                     |
| 1987          | Jocks                              | Nicole                       |                                                                     |
| 1988          | Mr. Universe                       |                              |                                                                     |
| 1991          | Hard Time Romance                  | Anita                        |                                                                     |
| 1991          | The Perfect Weapon                 | Jennifer                     |                                                                     |
| 1991          | Strawberry Road                    | Jill Banner                  |                                                                     |
| 1993          | Bank Robber                        | Marisa Benoit                |                                                                     |
| 1995          | Leaving Las Vegas                  |                              | Participação como uma prostituta no bar                             |
| 1999          | Lake Placid                        | Myra Okubo                   |                                                                     |
| 2001          | Perfume                            | Darcy                        |                                                                     |
| 2006          | Tales from Earthsea                | Tenar                        | Voz                                                                 |
| 2008          | The Love Guru                      | ela mesma                    |                                                                     |
| 2015          | Bad Blood (canção de Taylor Swift) | Justice                      | Participação especial                                               |
| Televisão     |                                    |                              |                                                                     |
| Ano           | Título                             | Papel                        | Notas                                                               |
| 1986          | Downtown                           | Jesse Smith                  |                                                                     |
| 1988          | In the Heat of the Night           | Audine Higgs                 | Episódio: "…And Then You Die"                                       |
| 1988          | Freddy's Nightmares                | Marsha                       | Episódio: "Freddy's Tricks and Treats"                              |
| 1988          | Falcon Crest                       | Carly Fixx                   |                                                                     |
| 1989          | Finish Line                        | Lisa Karsh                   | Filme televisivo                                                    |
| 1989          | Baywatch                           | Lisa Peters                  | Episódio: "Second Wave"                                             |
| 1990          | Wiseguy                            | Debbie Vitale                | Episódio: "Romp"                                                    |
| 1990          | thirtysomething                    | Courtney Dunn                | Episódio: "Fathers and Lovers"                                      |
| 1990          | Booker                             | Michelle Larkina             | Episódio: "Black Diamond Run"                                       |
| 1990          | Gabriel's Fire                     | Carmen                       | Episódio: "Windows"                                                 |
| 1992          | Tequila and Bonetti                | Oficial Angela Garcia        |                                                                     |
| 1992          | Grapevine                          | Katie                        | Episódio: "The Katie and Adam Story"                                |
| 1993          | Hotel Room                         |                              | Episódio: "Getting Rid of Robby"                                    |
| 1993          | Blind Side                         | Melanie                      | Filme da HBO                                                        |
| 1993          | Key West                           | Laurel                       | Episódio: "Less Moonlight"                                          |
| 1993          | Seinfeld                           | Melissa Shannon              | Episódio: "The Pilot (1)"                                           |
| 1994          | Gambler V: Playing for Keeps       | Etta Place                   | Filme da CBS                                                        |
| 1995          | All American Girl                  | Jane                         | Episódio: "Young Americans"                                         |
| 1995          | Can't Hurry Love                   | Didi Edelstein               |                                                                     |
| 1996          | Ellen                              | Dara                         | Episódio: "The Mugging"                                             |
| 1996          | The Single Guy                     | Kate Conklin/The Mounted Cop | Episódio: "Mounted Cop" Episódio: "Kept Man" Episódio: "The Virgin" |
| 1997          | Night Sins                         | Paige Price                  | Filme televisivo                                                    |
| 1997          | Prince Street                      | Det. Nina Echeverria         |                                                                     |
| 1997          | Cracker                            | Det. Penny Hatfield          | Episódio: "True Romance (1)                                         |
| 1997          | The Advocate's Devil               | Rendi                        | Filme televisivo                                                    |
| 1997–1998     | ER                                 | Cynthia Hooper               |                                                                     |
| 1999          | Love, American Style               | Wendy                        | Segmento: "Love And The Blind Date"                                 |
| 2000, 2005    | Law & Order                        | Det. Olivia Benson           | Episódio: "Entitled (2" Episódio: "Fools For Love" Episódio: "Flaw" |
| 2004          | Plain Truth                        | Ellie Harrison               | Filme da Lifetime Television                                        |
| 2005          | Law & Order: Trial by Jury         | Det. Olivia Benson           | Episódio: "Day"                                                     |
| 1999–presente | Law & Order: Special Victims Unit  | Tenente Olivia Benson        | Todos os episódios                                                  |

## Prêmios e indicações[1]
| Ano  | Categoria                       | Programa                          | Resultado |
| ---- | ------------------------------- | --------------------------------- | --------- |
| 2004 | Melhor Atriz em Série Dramatica | Law & Order: Special Victims Unit | Indicada  |
| 2005 | Melhor Atriz em Série Dramática | Law & Order: Special Victims Unit | Indicada  |
| 2006 | Melhor Atriz em Série Dramática | Law & Order: Special Victims Unit | Vencedora |
| 2007 | Melhor Atriz em Série Dramática | Law & Order: Special Victims Unit | Indicada  |
| 2008 | Melhor Atriz em Série Dramática | Law & Order: Special Victims Unit | Indicada  |
| 2009 | Melhor Atriz em Série Dramática | Law & Order: Special Victims Unit | Indicada  |
| 2010 | Melhor Atriz em Série Dramática | Law & Order: Special Victims Unit | Indicada  |
| 2011 | Melhor Atriz em Série Dramática | Law & Order: Special Victims Unit | Indicada  |

- Prêmios Globo de Ouro

2005: Ganhou na categoria de "Melhor Atriz (série dramática) em televisão" - Law & Order: SVU
2009: Nomeada, "Melhor Performance de uma Atriz em uma Série de televisão - Drama" - Law & Order: SVU
- Gracie Allen Awards

2004: Ganhou, "Melhor Desempenho Individual Feminino em Série - Drama" - Law & Order: SVU
'2009: Ganhou, "Melhor Atriz em Série Dramática" - Law & Order: SVU'
- PRISM Awards

2004: Nomeada, "Melhor performance em um episódio de Série Dramática" - Law & Order: SVU
2007: Ganhou, "Melhor performance em um episódio de Série Dramática" - Law & Order: SVU
- People's Choice Awards

2009: Nomeada, "Personalidade da TV feminina favorita"
2010: Nomeada, "Personalidade da TV feminina favorita"
2011: Nomeada, "Favorite TV Crime Fighter"
- Satellite Awards

2000: Nomeada, "Melhor Performance de uma Atriz em uma Série de Drama" - Law & Order: SVU
- Prémios Screen Actors Guild

2004: Nomeada, "Melhor Performance Feminina por um Ator em uma Série Drama" - Law & Order: SVU
2006: Nomeada, "Melhor Performance Feminina por um Ator em uma Série Drama" - Law & Order: SVU
2007: Nomeada, "Melhor Performance Feminina por um Ator em uma Série Drama" - Law & Order: SVU
2009: Nomeada, "Melhor Performance Feminina por um Ator em uma Série Drama" - Law & Order: SVU
2010: Nomeada, "Melhor Performance Feminina por um Ator em uma Série Drama" - Law & Order: SVU
2011: Nomeada, "Melhor Performance Feminina por um Ator em uma Série Drama" - Law & Order: SVU
- TV Guide Awards

2000: Nomeada, "Melhor Atriz em série nova" - Law & Order: SVU
- TV Land Awards

2007: Nomeada, "Favorite Lady Gumshoe" - Law & Order: SVU
- Viewers for Quality Television Awards

2000: Nomeada, "Melhor Atriz em Série Drama de Qualidade" - Law & Order: SVU